# Carl-Friedrich-Wilhelm-Wander-Medaille
Die Carl-Friedrich-Wilhelm-Wander-Medaille war eine staatliche Auszeichnung  der Deutschen Demokratischen Republik (DDR), welche in Form einer tragbaren Medaille verliehen wurde.

## Geschichte
Die Medaille wurde am 5. März 1954 in drei Stufen, Bronze, Silber und Gold, einmalig am 12. Juni 1954 aus Anlass des Gedächtnisjahres Karl Friedrich Wilhelm Wander, einen Vorkämpfer der demokratischen Schulen, gestiftet. Warum die Medaille nicht wie sein Vorbild mit K statt C geschrieben wurde, ist ungeklärt. Die Medaille selbst wurde an Lehrer, Schulfunktionäre sowie pädagogische Wissenschaftler verliehen, die sich hervorragende Verdienste beim Aufbau einer demokratischen Schule erworben hatten.

## Aussehen und Tragweise
Die Medaille, die entsprechend ihrer verliehenen Stufe entweder bronzen, versilbert oder vergoldet war, hat einen Durchmesser von 36,5 mm und zeigt auf ihrem Avers das vom Betrachter aus gesehen blickende Brustbild Wanders mit seinen erhaben geprägten Geburts- und Sterbedaten 1803 und 1879. Unter diesen Lebensdaten befinden sich zwei gekreuzte nach oben hin gebogene Lorbeerzweige, die etwa ein Viertel des Medaillenumfanges einnehmen. Der Rest wird von der Umschrift: >>ALLES SAMMELT SICH UNTER DER FAHNE DER EINHEIT>>. Das Revers der Medaille zeigt oben die Umrisse der Wartburg und die darunter liegende fünfzeilige Inschrift: FÜR AUSGEZEICHNTE / LEISTUNGEN IM KAMPF / FÜR DIE DEUTSCHE / DEMOKRATISCHE SCHULE Danach folgt eine Leerzeile und das Datum der Verleihung: 12.6.1954. Umschlossen wird das ganze von zwei unten gekreuzten nach oben hin gebogenen Lorbeerzweigen, die halbkreisförmig angeordnet sind. Zu erwähnen ist, dass im Schnittpunkt der gekreuzten Lorbeerzweige oben die kleinen Buchstaben KR aufgeprägt worden sind, welche für die Initialen des Entwerfers der Medaille stehen und unten die Punze MB (Münze Berlin) zu sehen ist. Getragen wurde die Medaille an einer 35 mm breiten und 22 mm hohen schwarz-rot-goldenen Schleife an der linken oberen Brustseite. Die Schleife selbst wird dabei von einer 4,7 mm breiten Metallschlaufe gehalten, die der Farbe der verliehenen Stufe entspricht. Die Schleife selbst war auch zugleich Interimsspange.